# История городского управления в России

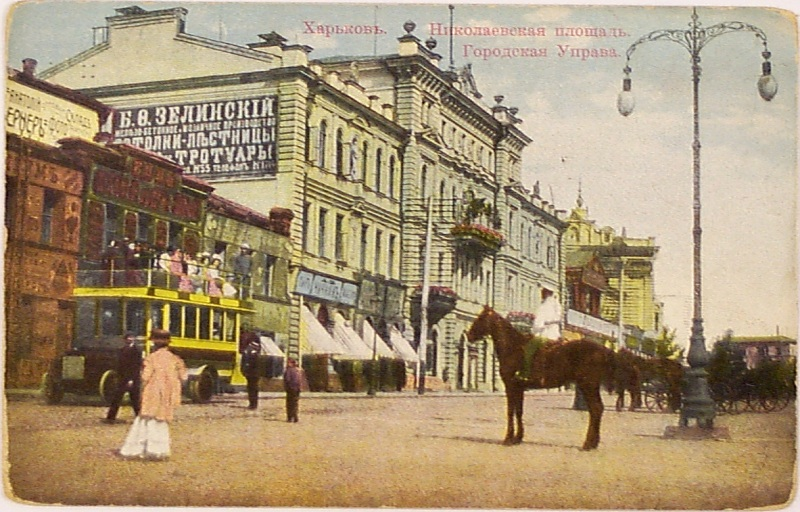
Здание городской управы, Николаевская площадь, Харьков, 1910-е годы, на площади — городовой конно-полицейской стражи

История городского управления в России — краткие сведения по истории управления жизни населения в городах России.
В 1990-х годах в Российской Федерации — России насчитывалось свыше 1030 городов, в которых проживало 73 % населения. Населённый пункт в России может приобрести статус города, если в нём проживает не менее 12 тысяч жителей, и не менее 85 % населения занято вне сельского хозяйства. Однако в России есть достаточно много (208 из 1092) городов с населением меньше 12 тысяч человек. Их статус города связан с историческими факторами и изменением численности населения.

## История
История устройства и управления русских городов в некоторых отношениях сходна с Западом, в других же представляет много особенностей, зависящих от местных условий развития городской жизни. В России, как на Западе, слово «град» и «город» означало первоначально всякое укрепление с целью обороны; под выражением «ставить город» в летописях разумелось сооружение стен около существующего уже поселения для ограждения жителей от внезапных вторжений. Древнейшие указания на построение городов с целью защиты относятся ещё ко времени, предшествовавшему призванию Рюрика. Город в Древней Руси был центром, вокруг которого группировались остальные поселения волости; в качестве главного пункта поселения он давал имя всей волости. Кроме городов, в летописях упоминается ещё о пригородах — более слабых и меньших по размерам огороженных поселениях, которые подчинялись Городу, как старшему, искали в нём защиты и действовали с ним заодно: «на что старшие сдумают, на том же и пригороды станут». Города, со своей стороны, нередко сами заботились об укреплении своих пригородов. Когда пригород успевал настолько развить свои силы, что мог соперничать со старым Городом, его зависимость от последнего прекращалась и городу, в свою очередь, приходилось считаться с волею пригорода. Так, Псков был до первой половины XIV века пригородом Новгорода Великого; сам Новгород, как показывает его название, имел предшественника в старом Городе, имя которого не сохранилось. Город окаймлялся посадами, становясь позднее в отношении посадов, когда они входили в городскую черту, кремлем; менее значительные поселения, окружавшие Город, назывались застеньями, околотками, охабнями, слободами. Резкой черты между городскими и сельскими поселениями в то время ещё нельзя было провести. К городским обывателям до конца XV столетия относились:
1. старейшие, вящие, передние люди — бояре, дети боярские, дворяне тысяцкие;
2. огнищане, житьи люди или житейские люди, гости и купцы;
3. чёрные городские люди, меньшие или младшие люди, называвшиеся, наравне с сельскими жителями, смердами.

Всё это были свободные городские обыватели, которым противопоставлялись несвободные (холопы и челядь). Посадские, тяглые люди скоро сделались самым многочисленным классом городских обывателей; к нему принадлежали жители посадов, занимавшиеся мелочною торговлею и ремеслами; кроме того, в посадах жили и пашенные крестьяне, которые могли там иметь лавки и торговать на условии посадского тягла. Как высшие классы горожан (гости и купцы), так и низшие сословия (черные городские люди, посадские) разделялись для удобства городского управления и сбора податей на сотни, пятидесятки и десятки; кроме того, торговые люди, высшего и низшего класса (люди гостиной и суконной сотен и посадские), разделялись по степени зажиточности (чем, быть может, определялось также значение и участие их в отправлении общественной службы) на три статьи: купцы — на большую, среднюю и меньшую, а посадские — на лучшую, среднюю и меньшую. В эпоху издания Судебников к перечисленным классам городских обывателей присоединился ещё новый — служилых людей, из которых одни принадлежали к высшему сословию, дворянству, другие же к городским сословиям. В рассматриваемую эпоху городское состояние не было замкнутым и, заключая в себе высшие сословия, в то же время незаметно сливалось с сословием сельских обывателей. Принадлежность к тому или другому классу городских обывателей определялась различно: владением тем или другим имуществом, местом поселения, обязанностью платить известные повинности и отправлять известные службы, тянуть тягло. Свободный переход в состояние низших городских обывателей стал ограничиваться только со времени возвышения Московского княжества. Главнейшую черту общинного устройства как в городах, так и в пригородах и селах составляло вечевое устройство с народными правительственными собраниями, вечами . Управление городами в древнейший период русской истории сосредоточивалось в руках наместников, назначавшихся самими князьями из лиц княжеского происхождения или высшего сословия; часто власть наместника распространялась и на целые уезды, то есть на города со станами и волостями. При таком порядке вещей до половины XVII в. между городскими и сельскими поселениями не было резкого различия ни относительно их населения, ни относительно управления. Только с прикреплением крестьян и посадских людей к местам их оседлости, различие Города и деревни сделалось сословным, а вместе с тем управление городскими поселениями получило особый характер.
Начало новому городовому устройству положено Петром Великим учреждением в 1699 г. в Москве бурмистровой палаты (вскоре переименованной в ратушу), а в прочих городах — земских изб и выборных бурмистров. Преобразование это имело целью, как говорится в самом указе, освободить гостей, купеческих, промышленных людей и чернослободцев от ведомства приказных и иных чиновных людей в отношении суда и расправы торговых дел, служб и поборов, подчинив их ведомству своих бурмистров. Ежегодный выбор бурмистров предоставлялся самим горожанам, «кого и поскольку человек они захотят», причем выбор производился из гостей, гостиной сотни, из всех сотен и слобод, добрых и правдивых людей (Полное собрание законов. № 1683).
В том же 1699 г. повелено, чтобы во всех городах бояре, воеводы и приказные люди не ведали торговых и промышленных людей в отношении суда, расправы и разных сборов с них, а ведали бы их выборные бурмистры. Выборные бурмистры получили название земских; во всех делах, касавшихся их должности, они не подлежали ведомству воеводы, а подчинялись ратуше. Дальнейшей реформою городского управления было учреждение городовых магистратов. Регламентом главного магистрата и последующими законами с большою подробностью определены состав городского населения, разделение городских жителей на классы и их права и обязанности. Городские жители разделены на граждан регулярных и нерегулярных. Первые, в свою очередь, делились на две гильдии. Ко второй категории граждан отнесены «все подлые люди, обретающиеся в наймах, в черных работах и тем подобные». Что же касается прочих «разного рода лиц», живущих в Городе, а именно: дворян, имеющих близ городов деревни и усадьбы, а также живущих в городах своими домами, служителей у дел приставленных, священства, церковников и иностранцев, то «все такие люди между гражданами не числятся». Все граждане могли быть избираемы в разные городские службы; исключение было сделано только для раскольников, которым воспрещалось предоставлять общественные должности. При преемниках Петра Великого постановления о службе граждан были отчасти пополнены, отчасти изменены. Так, для облегчения купечества, жаловавшегося на тягость службы по выборам, указом 28 июля 1731 г. установлены были сроки для выбора разных должностных лиц и отменены некоторые должности, замещавшиеся по выборам от купечества, последующими указами в тех же видах дозволялось иногда заменять купцов крестьянами.
При Екатерине II число городов сначала, за оставлением многих из них за штатом, значительно уменьшилось; в составленном в 1764 г. списке городам и пригородам, положенным в штат, числилось всего 165 городов и 13 пригородов. Инструкциею межевым губернским канцеляриям 25 мая 1766 г. определены права городов относительно владения принадлежащими им землями; ко всем Городам отмежеваны выгонные земли от уездных земель. По Учреждению для управления губерний 1775 г. городовые и губернские магистраты получили совершенно иное, нежели прежде, значение, приблизившись к типу сословных судебных мест; при каждом из них был учрежден городской сиротский суд, на обязанность которого возложено попечение об оставшихся в том Городе после лиц всякого звания малолетних сиротах и их имении, так и о вдовах и их детях. 21 апреля 1785 г. было, наконец, издано общее положение о городах, или «Грамота на права и выгоды городов Российской империи». Городовым положением 1785 г. введено более единства и порядка в общественном городском управлении и точнее определены права различных классов городских обывателей. «Города основаны, — говорится в положении, — не только для блага живущих в них, но и для блага общественного: они, умножая государственные доходы, устройством своим доставляют подданным способы к приобретению имущества посредством торговли, промыслов, рукоделия и ремесел». Каждый Город имеет высочайше утверждённый герб. За городами нерушимо сохраняется право собственности на все законным путём приобретенные земли, пастбища, реки, рыбные ловли и т. п. Городам дозволяется заводить на городских землях мельницы; устраивать, содержать и отдавать в наем харчевни, корчмы, трактиры; иметь гостиный двор, клейменые весы и меры; установлять брак товарам; в городах учреждаются школы, еженедельные торги и ежегодные ярмарки. Права Города защищаются городовым магистратом, который наблюдает, чтобы на Город не были налагаемы какие-либо новые подати, службы или тягости без высочайшего утверждения; он же заботится о нуждах и недостатках Города и ходатайствует за него перед высшими установлениями. Под городскими обывателями по положению разумеются «все те, кои в том Городе или старожилы, или родились, или поселились, или дом, или иное строение, или места, или землю имеют, или в гильдии или в цех записаны, или службу городскую несут, или в оклад записаны и по тому Городу несут службу или тягость». Но настоящие городские обыватели суть все те, которые имеют в Городе недвижимую собственность. Каждый городской обыватель должен быть записан в городскую обывательскую книгу, которая разделена на шесть частей.
- В первую часть городовой обывательской книги вносились имена настоящих городовых обывателей, то есть всех жителей (без различия происхождения, звания, занятий и т. п.), имевших в данном Городе недвижимость. Из этого видно, что в законодательстве Екатерины II звание «настоящего обывателя» существенно разнилось от звания «регулярного гражданина» Петровского законодательства, приобретение которого для многих городских жителей было недоступно.
- Во вторую часть обывательской книги вносились записавшиеся в одну из трех гильдий; записка в гильдии дозволена всем, объявившим капитал, независимо от происхождения или прежнего занятия.
- В третью часть книги вносились все записавшиеся в цехи — мастера, подмастерья и ученики различных ремесел.
- В четвертую часть включались иногородние и иностранные гости, приписавшиеся к городам для промыслов, работ и вообще мещанских занятий.
- В пятую часть записывались именитые граждане: 1) служившие по выборам в городских должностях, получившие звание степенных и потом вновь с честью занимавшие определенные должности; 2) ученые, имеющие академические или университетские аттестаты; 3) художники (архитекторы, живописцы, скульпторы и композиторы), имеющие академические свидетельства; 4) капиталисты, объявившие капиталы от 50 и более тысяч; 5) банкиры, объявившие капитал от 100 до 200 тыс.; 6) занимающиеся оптовою торговлею и 7) кораблехозяева.
- В шестую часть книги должны были вноситься посадские, то есть старожилы Города, или поселившиеся, или родившиеся в нём, занимающиеся промыслами, рукоделиями и работами и не внесенные в другие части книги.

Городским обывателям каждого Города предоставлено право составить городское общество, а для общественного управления им дозволено составить Общую городскую думу из гласных (от настоящих городских обывателей, гильдий, цехов, иногородних и иностранных гостей, именитых граждан и посадских) и городского головы. Общая городская дума избирала из своей среды шестигласную городскую думу (в которой каждому разряду обывателей предоставлялось иметь один голос) под председательством городского головы. Общая городская дума должна была собираться один раз в три года, а также и в другое время, если бы того потребовали общественная нужда и польза. На городскую думу возлагалось заведование всем хозяйством Города, причем во всех доходах и расходах ей вменено в обязанность давать отчет губернатору. Независимо от общих установлений городского управления для ремесленников были учреждены особые управы или цехи. При Павле I петербургская городская дума сначала была уменьшена в своем составе (вместо 121-70 человек), а затем и вовсе упразднена, уступив место «Комиссии о снабжении резиденции припасами, распорядком квартир и прочих частей, до полиции относящихся». Комиссии этой были подчинены: городское правление, или ратгауз, которому было поручено заведование городскими доходами, и контора городских строений.
Ратгауз, эта новая организация городского управления, введенная в 1798 г. в Петербурге, была в следующем году распространена и на Москву «Уставом столичного города Москвы»; при этом главное начальствование над городским управлением в Москве было вверено департаменту Петербургской комиссии. Указом 4 сентября 1800 года велено было во всех губернских Городах учредить ратгаузы (из коронных и выборных чиновников), которые были поставлены под непосредственное наблюдение сената. Президенты ратгаузов должны были назначаться императором из кандидатов, представленных сенатом. Новые городские учреждения были поставлены под ближайшее начальство губернаторов. По повелению Александра I, в 1801 г. ратгаузы были отменены; Городовое положение и грамота, данная Городу Екатериною II, торжественно подтверждены манифестом 2 апреля 1801 г. и признаны одним из главных «непреложных и неприкосновенных» постановлений.
В 1824 г. были учреждены торговые депутации и смотрители городских имуществ; в Городах малолюдных и посадах учреждения общественные были соединены с судебными, то есть вместо дум и магистратов заведование городскими делами было вверено ратушам. Манифестом 1 января 1807 г. были дарованы купечеству новые преимущества: установлено новое звание первостатейных купцов, которым дано право быть выбираемыми только в почетнейшие городские должности. Вместе с тем, чтобы увековечить в потомстве память родов первостатейного купечества, на министра коммерции было возложено открыть «Бархатную книгу знатных купеческих родов». Существовавшее до того времени звание именитых граждан было отменено для купечества и оставлено лишь для ученых и художников.
С установлением в 1832 году нового сословия почетных граждан (с разделением его на личное и потомственное гражданство) исчезли звания первостатейных купцов и именитых граждан. Изданными в разное время постановлениями точнее определены условия перехода разного рода лиц в городские сословия и порядок приписки к городским обществам. Необходимость принять меры к улучшению городского хозяйства, видимый упадок которого начал все более и более озабочивать правительство, вызвала, наконец, коренной пересмотр городского общественного устройства. Преобразование было начато с Петербурга, для которого 13 февраля 1846 г. было издано новое положение об общественном управлении. Городское общество по новому закону составлено было из жителей, причисленных к нему или по праву состояния, или по праву собственности. Лица, входящие в состав общества, разделены на пять разрядов:
1. потомственные дворяне, владеющие в столицах недвижимою собственностью;
2. личные дворяне, почетные граждане и разночинцы (сюда относились: ученые, художники, артисты и др. лица, не принадлежащие ни к личному дворянству, ни к почетному гражданству, но имеющие равные с ними права), владеющие такою же собственностью;
3. местные купцы всех трех гильдий;
4. столичные мещане (не записанные в цехи);
5. столичные ремесленники или мещане, записанные в ремесленные цехи на неограниченное время.

К городскому обществу были временно причислены, кроме того, иногородние, производящие в столице купеческий торг или один из мещанских промыслов или занимающиеся ремеслом. Городовая грамота 1785 г., последовательно проводя начало общественного представительства, основанного на имущественной заинтересованности в городских делах, совершенно исключала сословный принцип в устройстве городской общины. Положение 1846 г. являлось попыткой объединения оба этих начала в городском управлении. По мысли закона, городская общая дума, состоящая из гласных, выбираемых по отдельным сословиям, должна была в полном своем составе представлять собою все городское общество и действовать от лица последнего во всех случаях, когда участие его в делах управления требуется законом; но каждое из 5 отделений, состоявшее из гласных отдельного сословия, должно было представлять то сословие, из среды которого избрано, и по делам сословным действовать на том же основании, на каком Общая дума в составе всех отделений действовала по делам, касающимся всего городского общества. В Общей думе председательствовал городской голова, а в отделениях её — сословные старшины. К званию городского головы могли быть предоставлены только почетнейшие лица из дворян, почетных граждан и купцов 1-й гильдии, владеющие в Городе собственностью на сумму не менее 15 тысяч рублей. Старшины должны были избираться каждым отделением из своих гласных, причем избираемый должен был владеть в городе собственностью на сумму не ниже 6 тысяч рублей. В выборах должностных лиц по городскому управлению участвовали или каждое отделение думы порознь, или несколько из них, или же все вместе, смотря по тому, одному или нескольким сословиям предоставлено замещение данной должности. Общей думе не предоставлялось права делать от себя непосредственно какие-либо распоряжения, а все её постановления должны были передаваться для исполнения в Думу распорядительную, которая состояла, под председательством городского головы, из членов по выбору от каждого из городских сословий и одного члена по назначению правительства и была подчинена в общем порядке управления только Правительствующему Сенату, а в местном — начальнику губернии.
Для исполнения постановлений отделений Общей думы по делам сословным были учреждены управы — купеческая, мещанская и ремесленная, с подчинением распорядительной думе. С течением времени в новом городовом управлении обнаружились важные неудобства. Вследствие того, что общее число гласных думы по положению 1846 г. (от 500 до 750) оказалось слишком значительным для обсуждения в полном её собрании дел, касающихся хозяйства и благоустройства столицы, на практике установился порядок, по которому все подобные дела рассматривались последовательно каждым отделением думы порознь. Но такой порядок рассмотрения дел не представлял тех гарантий всестороннего и беспристрастного обсуждения, которые представляла бы одновременная и общая деятельность всех сословий. Сознание этого неудобства привело к уменьшению числа гласных в Общей думе до одной трети, причем и сама деятельность думы была ограничена лишь делами общественного хозяйства; что же касается дел сословных, а также выборов в городские должности, то дела эти возложены были на особых выборных от городских сословий, избираемых в таком же числе, в каком по положению 1846 г. избирались гласные Общей думы; на собрания выборных возложено и избрание гласных в Общую думу (зак. 29 января — 20 марта 1862 г.). В том же году подобное устройство городского управления было введено в Москве, а в 1863 г. — в Одессе. Вместе с тем 20 марта 1862 г. последовало высочайшее повеление, которым министру внутренних дел предоставлено было безотлагательно принять меры к улучшению общественного управления во всех Городах империи, применяясь к принятым для Петербурга началам.